# I pilastri della società
I pilastri della società o Le colonne della società (titolo originale: Samfundets Støtter) è un'opera teatrale del drammaturgo norvegese Henrik Ibsen, scritta tra l'ottobre 1875 e l'estate 1877 e andata in scena in prima mondiale a Odense nel novembre 1877. Il dramma inaugurò la fase più sociale del teatro Ibsen, a cui appartengono alcuni dei suoi capolavori come Casa di bambola (1879), Spettri (1881) ed Hedda Gabler (1890).

## Trama
Karsten Bernick è il più importante uomo d'affari di una piccola cittadina sulla costa norvegese ed ha un particolare interesse per la costruzione di navi. Bernick è ora indaffarato con il suo progetto più ambizioso: finanziare una ferrovia che connetterà una volta per tutte la cittadina con la linea principale. Il suo passato torbido riemerge improvvisamente quando il cognato Johan Tønnesen ritorna dopo quindici anni dall'America: il giovane era fuggito negli Stati Uniti per sfuggire a un presunto scandalo con un'attrice, uno scandalo che in realtà coinvolgeva Bernick e per cui Tønnesen si era addossato la colpa. Insieme a Tønnesen arriva anche la sua sorellastra Lona, con cui Bernick aveva avuto un'altra storia in passato ma che aveva lasciato per sposare la moglie attuale, unicamente per motivi economici dato che era prossimo alla bancarotta. La reputazione di Tønnesen in città è pessima: gli abitanti lo incolpano anche di aver derubato il nobile cognato e Bernick non ha fatto che incoraggiare questi pettegolezzi. 
Quando Tønnesen si innamora di Dina Dorf, la figlia dell'attrice coinvolta nello scandalo di quindici anni prima e che ora vive a casa di Bernick, chiede al cognato di dire la verità, per far sì che la giovane non lo disprezzi per aver rovinato la madre. Ma Bernick rifiuta e Tønnesen, furioso, gli concede del tempo per cambiare idea mentre lui tornerà in America per chiudere i conti in sospeso prima di tornare in patria con l'intenzione di sposare la giovane. Bernick allora ordina ai suoi operai di approntare la nave Indian Girl, su cui ha intenzione di far viaggiare il cognato: la nave non è assolutamente in condizione di viaggiare e Bernick, incurante della vita della ciurma e degli altri passeggeri, vuole usare l'imbarcazione per assicurarsi che il cognato muoia in mare e non possa rovinare la sua reputazione e i suoi affari. Ma il piano dell'uomo non va come previsto: Tønnesen fugge con Dina su un'altra nave, mentre il figlioletto di Bernick scappa di casa e si imbarca sulla Indian Girl.
Bernick scopre con orrore che il figlio è sulla nave mentre i suoi concittadini si sono riuniti per onorarlo. La situazione, tuttavia, si risolve per il meglio: il capo del cantiere, vittima di rimorsi, ha fermato l'Indian Girl prima che raggiungesse il mare aperto, salvando i passeggeri (tra cui il rampollo della famiglia Bernick) da una morte certa. In un monologo finale, Bernick si rivolge ai suoi concittadini riuniti rivelando loro (quasi) tutta la verità: la sua mancanza di scrupoli, le sue speculazioni economiche incuranti della vita degli altri, la sua ambizione e sete di potere, il suo matrimonio per motivi puramente economici. Ma la ricchezza e il potere dell'uomo gli assicurano la comprensione ed il perdono dei suoi concittadini, che continuano ad ammirarlo come un grand'uomo. La stessa signora Bernick si sente rincuorata nel sapere che il suo matrimonio non è mai stato una questione di sentimenti ed è felice di sentire confermare che il suo ruolo di donna come portatrice di dote resta il pilastro della società.

## Rappresentazioni
La prima assoluta di Samfundets Støtter è stata il 14 novembre 1877 all'Odense Teater di Odense (Danimarca).
La prima italiana de Le colonne della società è stata il 24 novembre 1892 al Teatro dei Filodrammatici di Milano, allestito dalla compagnia di Cesare Rossi, nella traduzione di Polese e Rindler, con Napoleone Masi (Hilmar Tönnesen), Carlo Rosaspina (Consul Karsten Bernick),  Cesare Rossi (attore) (Aune), Teresa Mariani (Miss Martha Bernick), Vittorio Zampieri (Johan Tönnesen).
Con il titolo I pilastri della società, nella traduzione di Franco Perrelli, è stata presentata il 5 novembre 2013 al Teatro della Pergola di Firenze, in una coproduzione Teatro di Roma, Fondazione Teatro della Pergola e Fondazione Teatro Stabile di Torino, per la regia di Gabriele Lavia.

## Adattamenti

### Cinema
- Le colonne della società, regia di Raoul Walsh (1916)
- Le colonne della società, regia di Detlef Sierck (1935)

### Televisione
La Rai ha trasmesso in data 18 febbraio 1972 un adattamento, per la regia di Mario Missiroli, con Gastone Moschin, Valentina Fortunato, Paolo Bonacelli, Giuseppe Pambieri, Pina Cei.

## Edizioni
- Le colonne della società, traduzione di Paolo Rindler ed Enrico Polese Santarnecchi, Milano, M. Kantorowicz, 1892, 106 p.
- Le colonne della società, traduzione di Franco Perrelli, Milano, Feltrinelli, 2014, XXX-118 p., ISBN 9788874703289